# 龙口镇 (兴国县)
龙口镇，是中华人民共和国江西省赣州市兴国县下辖的一个乡镇级行政单位。

## 行政区划
龙口镇下辖以下地区：
龙口村、来溪村、都田村、芦溪村、文院村、中岭村、丰溪村、睦埠村、留村和嶂下村。

## 交通
- 京九铁路：龙口站